# V.F.D.
V.F.D. es un misterioso grupo de iniciales que aparecen en las novelas de Una serie de eventos desafortunados de Lemony Snicket. Estas iniciales en español significan Voluntarios contra el Fuego y el Desastre (según la serie de Netflix de mismo nombre) 
Atención, esta página puede contener spoilers .

## Historia
En cada libro se hace referencia a V.F.D. (visible solo en retrospectiva). Los Trillizos Quagmire fueron los primeros en mencionarlo explícitamente en Una academia muy austera, los cuales no tuvieron la oportunidad de explicar su significado. Conforme los huérfanos Baudelaire investigaban las iniciales, centrándose principalmente en la muerte de sus padres y en los planes del Conde Olaf, el tema se hizo cada vez más prominente en volúmenes subsecuentes. Finalmente se descubrió que eran las iniciales de una organización, y hasta ahora los libros más recientes indican que V.F.D. significa "Volunteer Fire Department" en español Voluntarios Frente Deflagraciones (lit. Departamento Voluntario de Incendios), aunque también son usadas para muchas otras cosas relacionadas con la organización.
1. En los libros, los protagonistas (Violet, Klaus y Sunny Baudelaire) descubren que sus padres eran miembros de esta organización secreta, al igual que todos los guardianes con los que fueron llevados después de la muerte de sus padres y algunas otras personas que aparecen durante la historia de los libros. En cierto punto, V.F.D. sufrió un serio Cisma. Se desconoce exactamente cuando ocurrió, pero se puede decir que una línea ha sido dibujada entre aquellos que extinguen incendios y aquellos que los comienzan. Mientras el verdadero nombre de la organización V.F.D. no se ha revelado, y debido a muchas de las referencias hechas sobre incendios y al tema de los incendios implicado durante la historia, "Volunteer Fire Department" (Departamento Voluntario de Incendios) parece ser el nombre más apropiado. Se sabe que V.F.D. busca niños que tengan talento en "tomar notas" y en "ser observadores", después los contactan, y con su permiso, lo agarran de los tobillos y se los llevan de sus casas.

## Códigos Secretos
La organización hace uso de muchos códigos, el más notable es el Código Sebald. Otro código utilizado es la "Verso Fluctuante Declarativo" (Verse Fluctuation Declaration) V.F.D., en el cual las palabras de poemas son reemplazadas por palabras en clave, el Verbal Frigorífico Declarativo(Verbal Fridge Dialogue), utilizando los contenidos de un refrigerador para descifrar documentos y varias frases en clave, incluyendo "No me di cuenta de que esta fuese una ocasión triste", a lo que debe responderse "El mundo está en silencio aquí", y otros como "¿Eres quien creo que eres?", "No muchos tienen el coraje de ayudar en un plan como este", y "Hola, jovencita, ¿Has sido buena con tu mamá?", a lo que debe responderse "La cuestión es, ¿ha sido buena ella conmigo?". También puede utilizarse la decimocuarta Sinfonía de Mozart, silbada.

## El ojo
El símbolo de V.F.D. es el símbolo de un ojo humano
, las iniciales de la organización se encuentran escondidas en el diseño del ojo. Para los niños Baudelaire, el ojo les recuerda a su primer guardián el Conde Olaf, quien tiene un tatuaje del ojo en el tobillo y cuya casa se encuentra adornada con estos diseños. Jacques Snicket también tiene el tatuaje, al igual que cierto parentesco con el conde, lo cual hizo que lo confundiera con Olaf, por consiguiente fue condenado a ser quemado en la camarera , Sin embargo el Conde Olaf lo asesino antes, y culpo a los Baudelaire. Estos dos miembros de V.F.D. (y, según "los 13 Secretos que nunca desearías saber sobre Lemony Snicket", el mismo Lemony Snicket) tenían el mismo tatuaje, implicando que tal vez era la marca que los miembros solían compartir.
El símbolo del ojo fue mencionado por primera vez en Lemony Snicket: La Autobiografía No Autorizada. También es mencionado y descrito en El carnaval carnívoro.
La azucarera
Otro elemento clave en la supervivencia de V.F.D. es la azucarera (Una serie de eventos desafortunados), el cual es valioso para ambos lados del cisma.La Azucarera contiene una de las curas del el medusoide micelium  (microorganismo peligroso nombrado en la gruta horrenda)
En una carta "escondida" dentro del libro de La pendiente resbaladiza dirigida a Kit Snicket, Lemony Snicket mencionó que había encontrado el lugar en donde posiblemente se encontraba la evidencia que lo “exonera” (lo que aquí significa, probar que fue el Conde Olaf, y No el Sr. Snicket, quien provocó tantos incendios), y que se encontraba rumbo al "Valle del Fortín Desembocado" (Valley of Four Drafts), para adquirir la evidencia. Probablemente la evidencia es el azucarero, y la carta explica lo valioso que es para Lemony.
La palabra inglesa "Sugar Bowl" significa "Azucarera" o "Tazón de Azúcar".
Los tazones aparecen en muchos de los libros; el primero fue en Un mal principio (el cual contenía frutas y se encontraba sobre la mesa del vestíbulo del Conde Olaf), de nuevo en El hospital Hostil (sobre una mesa el cual contenía granadas (Punica granatum) y algunas otras frutas), y finalmente en The Grim Grotto, donde su búsqueda comienza, y ambos lados de V.F.D desesperadamente rastrean el océano para encontralo. Se especula que cualquiera de estos tazones puede ser el de Azúcar.
Se piensa que el Azucarero fue arrastrado por la "afligida corriente" (Stricken Stream) de las "Montañas Mortmain" (Mortmain Mountains) hacia la "Gruta de la Gorgona"(Gorgonian Grotto). que se localiza en el ya incendiado Aquiático Anwhistle (Anwhistle Aquatics). Ahora muchos de los personajes creen que el Azucarero se encuentra al fondo del estanque que se encuentra frente al Hotel Denouement. Sin embargo, los Baudelaires se toparon con un hombre en una taxi (probablemente el mismo Lemony Snicket), quien posesía un pequeño, objeto húmedo. Probablemente al final de El Penúltimo Peligro este hombre se quedó con el Azucarero. En Una academia muy austera, el Subdirector Nerón menciona que todos los miércoles se les deja un tazón de frutas frescas en cada dormitorio. Esto también puede ser otra posible referencia. En el libro Lemony Snicket: La Autobiografía No Autorizada, en los objetos enlistados en el botiquín de disfraces de V.F.D., se mencionó Opcionales: Azucarero. Esto podría significar que el Azucarero es utilizado asimismo como un disfraz.
En libro 12 El penúltimo peligro se adentró más hacia la historia del Azucarero. Esmé Miseria dijo que Beatrice le había robado el azucarero, esto también lo mencionó en el sexto libro El ascensor artificioso, y en alguna parte de la conversación también se dijo que la 'cosa' que se encontraba dentro del azucarero es extremadamente importante tanto para los Snicket como para los Baudelaire.
Así mismo, en El Hospital Hostil Lemony Snicket hace referencia que robó por necesidad el Azucarero de Esmé Miseria.

## Los descubrimientos de los Baudelaire
1. Duncan Quagmire fue el primero en mencionar las iniciales de V.F.D. en Una academia muy austera, cuando intentaba decirle a Klaus algo terrible sobre el pasado del Conde Olaf, pero solo logró gritar las iniciales antes de que se lo llevaran.
2. Después, en El ascensor artificioso, los Baudelaire descubrieron un túnel en el número 667 de la Avenida Oscura, (el hogar de Jerome y Esmé Sordidez) el cual daba hacia la mansión Baudelaire. De V.F.D., Esmé pertenece al lado de los que provocan incendios, y poco después de los eventos ocurridos en El ascensor artificioso Jerome renunció al lado de los que extinguían incendios. Se cree que ésta fue la manera en la que Olaf logró entrar e incendiar la Mansión Baudelaire. Y en la subasta 'In', V.F.D se encontraba dentro de la subasta pero descubrieron que en realidad significaba "Very Fancy Doilies" (Vistosas Blondas para Fiestas Decorativas).
3. En La aldea malvada, los Baudelaire fueron llevados a una aldea conocida simplemente como "V.F.D." pensando que tal vez se relacionaba con el secreto ya antes mencionado, llegaron sólo para descubrir que significaba La Aldea de los devotos a las aves(Village of Fowl Devotees). Las dos V.F.D.s aparentemente no están relacionados. También encontraron a un hombre llamado Jacques quien parecía ser un miembro de V.F.D.
4. En El hospital hostil, se conoció a un grupo de hombres que se llamaban a sí mismos Los Voluntarios combatientes de enfermedades(Volunteers Fighting Disease), los cuales probablemente tampoco se relacionan con la organización. También, descubrieron que tal vez uno de sus padres sigue con vida debido al enunciado encontrado en la página 13 del Archivo Snicket: "Debido a la evidencia discutida en la página nueve, los expertos ahora sospechan que tal vez, puede que, uno de ellos haya sobrevivido al incendio." el archivo se encontraba junto a una fotografía de los padres de los Baudelaire y de otras personas.
5. En El carnaval carnívoro descubrieron cosas sobre el botiquín de disfraces y sobre el ojo. Se supo que uno de los padres de los Baudelaire no está vivo. Esto puede significar que ambos están muertos o que ambos siguen con vida.
6. En La pendiente resbaladiza, se afirmó que el verdadero significado de las iniciales es (Voluntarios contra el fuego y el desastre) "Volunteer Fire Department", el cual hace conexión con algunas otras pistas de las novelas (de hecho, al parecer el autor ya sospechaba que algunos lectores ya lo habían adivinado).
7. En La Cueva Oscura, el Capitán Widdershins les mencionó a los Baudelaire que V.F.D. comenzó como un Departamento de Incendios, pero finalmente se amplió y llegaron a tener aviones y barcos, incluyendo áreas de estudios secretos.
8. En El penúltimo peligro, los Baudelaire conocen a una persona llamada Dewey Denouement, quien era el único que sabía donde se encontraba el Azucarero. Cuando murió, el secretó murió con él, aunque en la narración se insinúa que un taxista cambio de lugar el Azucarero.
9. Dewey Denouement era el único que sabía donde se encontraba el Azucarero.

10.- En el fin, se da a conocer que sus padres (Bertrand y Beatrice Baudelaire) vivieron en la isla cuyo nombre no se sabe (denominada Tierra-Olaf por el Conde Olaf) y que fueron expulsados por los habitantes de esta isla.

## Pistas de Snicket
En Lemony Snicket: La Autobiografía No Autorizada, V.F.D. se encuentra completamente implícito, pero lo más importante es que dentro de este libro se revelan más cosas sobre la naturaleza de esta organización:
- Muchos de sus miembros parecen haber pertenecido a VFD desde su niñez (referencia: página 38).
- La meta de V.F.D. es asegurarse de que el mundo esté “tranquilo”, como ellos lo llaman (referencia páginas 36 y 39). De hecho el juramento de cualquier sociedad secreta es: "el mundo aquí, es tranquilo".
- El Conde Olaf parece haber pertenecido a V.F.D. (referencia: página 45).
- Debido a los codiciosos enemigos, V.F.D. a menudo es forzado a mudarse de cuartel(referencia: página 51).
- El barco llamado "Próspero" es utilizado para transportar a los miembros.
- Todo el tiempo, se afirma con seguridad que "V" significa "Voluntario" y la "D" significa "disfraz".
- Los miembros de V.F.D. son descritos como personas "nobles" y de "buen leer"
- También pudo haberse dicho algo en "El penúltimo peligro" en la página 38. "Los Flaneurs (palabra francesa) son personas que discreta y tranquilamente observan a su alrededor, interviniendo sólo cuando es absolutamente necesario. Los niños la hace de excelentes flaneurs..." Haciendo hincapié en el silencio. Se sabe que en la Autobiografía No Autorizada V.F.D. se lleva de sus hogares a los voluntarios cuando aún son niños o bebes, y se sospecha que la "F" significa "Flaneur".

Parece ser que Lemony Snicket: La Autobiografía No Autorizada tiene cierto dominio sobre los otros libros y que el significado de V.F.D. podría ser (Volunteer Flaneur Disguises) "Disfraces Voluntarios de Flaneur", o (Volunteer Flaneurs Disguised) "Flaneurs Voluntarios Disfrazados".

### Lugares con actividad de V.F.D.
La siguiente es una lista de lugares conocidos con actividad de V.F.D.
- La casa del Conde Olaf: Está adornada con el símbolo del ojo por toda la casa, y el Conde Olaf solía ser miembro de V.F.D. La casa está localizada en la ciudad.
- La casa del Tío Monty: La casa de la famosa Habitación de los reptiles, la cual contenía una gran variedad reptiles que pertenecían a V.F.D., algunos de las cuales fueron entrenados para detectar actividades de Incendio intencional. En ella también había una biblioteca de V.F.D. y libros sobre reptiles. Los reptiles fueron llevados por la sociedad herpentológica, y en La pendiente resbaladiza, se reveló que Olaf logró estafar a un hombre (Bruce) quitándole la colección de reptiles, así que ahora son propiedad de Olaf ("a excepción de una", que se le escapó a Olaf, posiblemente es "Víbora Increíblemente Mortal"). El paradero de los reptiles se desconoce, y la casa fue incendiada. Esta tenía un pasadizo secreto que llegaba a la mansión Quagmire. La casa estaba localizada en el campo, sobre o cerca de El Camino Piojoso.
- La casa de Tía Josephine: La casa de Josephine Anwhistle contiene libros de V.F.D., y algunos de ellos vitales para el submarino Queequeg. La casa fue Destruida durante el Huracán Herman. Su ventanal es parecido al mencionado en La pendiente resbaladiza. La casa está localizada a la orilla del lago Lacrimógeno.
- ¿El Aserradero Lúgubre?: Los archivos del Diario Punctilio en los cuales se habla sobre lo ocurrido en el Aserradero son completamente ciertos, sin embargo fueron destruidos. Tal vez los miembros de V.F.D. se encontraban en el aserradero, y tal vez el Señor era uno de los miembros. El aserradero se localiza cerca del Bosque finito.
- La oficina de la Dra. Orwell: La oficina con forma de ojo. Podría haber sido un anterior cuartel.
- ¿La Academia preparatoria Prufrock? tal vez es una especie de escuela para miembros de V.F.D. Tal vez el Sr. Remora, la Sra. Bass, y Nerón saben algo sobre V.F.D.

La Sra. K, (quien era Kit Snicket disfrazada) estuvo en la escuela, y dos niños los cuales fueron reclutados en la misma escuela.
- El número 667 de la Avenida Oscura: Es la casa del pasadizo secreto que daba a la mansión Baudelaire. Tal vez el ático esconde secretos de V.F.D. (Jacques Snicket sabía la existencia de dicho ático). La finca también se encuentra localizada en la ciudad. La Autobiografía No Autorizada menciona que existe un piso debajo del departamento del ático. Los libros también afirman que ese lugar es muy importante. También alguna vez pudo haber sido el Cuartel en algún punto de la historia, por la enorme cantidad de habitaciones.
- ¿La Aldea de los devotos a las aves? Pudo haber escondido secretos de V.F.D. Uno de los pocos libros en la biblioteca es (the Littlest Elf) "El duende más pequeño" por Loney M. Setnick (Lemony Snicket), el cual es un anagrama de Lemony Snicket, esta puede ser una biblioteca de libros sobre códigos de V.F.D. Los cuervos fueron mencionados en relación con V.F.D. en varios puntos (como cuervos mensajeros). Hector vivía ahí, y probablemente es un voluntario.
- Hospital Heimlich: V.F.D. Algunos miembros de V.F.D. se encontraban en el hospital (incluyendo Lemony Snicket, Beatrice Baudelaire, Daniel Handler, y la frase "arenque rojo").
- El Caligari Carnaval: El hogar de Madame Lulu, y la tienda tiene la insignia. Se mencionó que la evidencia crucial se encontraba escondida dentro de una estatuilla, pero probablemente fue destruida.
- Las Montañas Mortmain: El hogar de lo que solía ser el cuartel de V.F.D. El cual fue incendiado. En él se encontraba un "Azucarero", que fue lanzado por la ventana cuando el incendio comenzó. Dentro del cuartel sucedieron muchas cosas; varios negocios fueron hechos, entrenamientos, vistazos hacia las estrellas, entre otras cosas. El cuartel se encontraba localizado en "El Valle de los Cuatro Bosquejos". Hay una cueva en las montañas en la cual existe una desviación llamada (Vertical Flame Diversion) "Desviación vertical en llamas", se puede escalar en ella hasta llegar al cuartel, en la cima se encuentra una puerta llamada la "Puerta Vernácula Encerrada" (Vernacularly Fastened Door), la cual solo abre bajo ciertas circunstancias. Varias cuevas fueron sede de (Volunteer Feline Detectives) "Detectives Felinos Voluntarios", los cuales eran leones entrenados para olfatear humo. (Los leones pudieron haber sido los mismos de El carnaval carnívoro.) Se mencionó que mientras se cocinaba, se podía ver una hermosa cascada a través de la larga ventana del cuartel.
- El Acuático Anwhistle: Un centro marítimo que fue incendiado por Fernald Widdershins. El Azucarero se encontraba flotando por ese rumbo, pero fue encontrado por alguien. La Gruta Gorgonian fue lo único que quedó. Cuando fue destruida, la Medusoid Mycelium fue liberada en el cuartel.
- El Hotel Denouement, "el último lugar seguro" de V.F.D. fue destruido. Existe un catálogo de los objetos relacionados con cada villanos, personajes e incidentes que se encuentran escondidos en el fondo del mar.
- La Mansión Baudelaire: La casa del Sr. y la Sra. Baudelaire, fue incendiada. Tiene un pasadizo secreto que llega a la finca del número 667 de la Avenida Oscura.

- "El Viñedo de las Cortinas Fragantes" (Vineyard of Fragrant Drapes): Un jardín en donde se llevan a cabo bodas. A veces disfrazada como el Viñedo de las Cortinas Fragantes. Posiblemente fue incendiada por el Conde Olaf.
- El muelle Daedalus: De donde parte el "Prospero". El Próspero es un barco de transporte propiedad de V.F.D.
- "Granja lechera Valerosa"(Valorous Farms Dairy): La granja lechera en donde Lemony Snicket nació. Probablemente fue incendiada por una vaca disfrazada.
- ¿Cafetería Kafka?
- ¿El teatro Ned H. Rirger? (El nombre de Ned H. Rirger es un anagrama de "Red Herring"(Arenque Rojo) Es un lugar en donde se presentaron obras como "Deja que suene la campana" y "El mundo aquí, es tranquilo".
- El camino 1485 Columbia. Es una fácil vía de acceso cerca de un árbol en el último piso.
- La cafetéria Salmonella y el Payaso Ansioso: Hogar de V.F.D. disfrazados como meseros. Los meseros de Cafetéria Salmonella probablemente son traidores.
- ¿La oficina de correos de Versalles?
- La Fábrica de rábano picantes o Armoracia rusticana: Donde se construyó el antídoto de la medusoid mycelium (Armoracia rusticana). Localizado en el Camino Piojoso.
- ¿El No-Tan-supermercado?
- Elemental Dishman

## Algunos otros ejemplos de V.F.D. dentro de las novelas y de otros lugares
La siguiente lista contiene otros significados (en inglés) de V.F.D que no se refieren a la organización o ¿tal vez sí? 
- Very fat director (Director muy gordo)
- Vain Fat Dictator (Gordo dictador inútil)
- Valley of Four Drafts (El Valle de los cuatro bosquejos)
- Valorous Farms Dairy (Granja lechera Valerosa)
- Various Finery Disguises (Varios disfraces de gala)
- Veiled Facial Disguises (Disfraces velo facial)
- Venom Feels Delightful (El veneno se siente encantador) Haz clic en (p. 167, LSUA)

La editorial publicitaria de La Mamba du Mal: Una serpiente que jamás me mataría, pr Tony Eggmonteror.
- Verbal Fridge Dialogue (Diálogo Verbal de la Nevera)
- Verdant Flammable Devices (Aparatos verdes inflamables)
- Verifying Fernald's Defection (Verificando el defecto de Fernald) (p. 220, The Grim Grotto)

En un artículo de El Diario Punctilio se afirma que Fernald fue el responsable del incendio en el Acuático Anwhistle.
- Veritable French Diner (Verdadero restaurante francés) (Repetidamente en Lemony Snicket: La Autobiografía No Autorizada)

El restaurante favorito de Jerome Sordidez y donde conoció a Esmé.
- Vernacularly Fastened Door (Puerta Vernácula Encerrada)
- Verse Fluctuation Declaration (Declaración de fluctuación del verso) (p. 157, GG)
- Versed Furtive Disclosure (Divulgación furtiva Versada) (p. 153, GG)

El libro que Klaus encuentra en la "Gruta Gorgonian".
- Vertical Flame Diversion (Desviación vertical en llamas)
- Very False Documents (Documento muy falso) Haz clic en (p. 162, LSUA)

La editorial publicitaria que publicó Ivan Lacrimógeno: Explorador de Lagos, por Vincent Francis Doyle.
- Virtual Fighting Division (Division Combatiente virtual)
- Vertical Fall Drop (Caída vertical de la gota)
- Very Funny Daxter (Daxter muy gracioso)
- Vast Flying Device (Enorme aparato de vuelo)
- Verified Fire Detector (Detector de incendios verificado)
- Volunteers Fighting Disasters (Voluntarios combatientes en desastres)
- Very Fancy Doilies (Tapetes Decorativos Muy Lujosos) (Aparecen en El ascensor artificioso)
- Very Fancy Doilies (Tapetes Decorativos Muy Lujosos) Haz clic en (p. 164, LSUA)
- Very Fascinating Drama (Drama muy fascinante)
- "'Very Fast Delivery (Entrega muy rápida) (p. 204, "LSUA")
- Very Fancy Doilies (Tapetes Decorativos Muy Lujosos)
- Very Flammable Detergent (Detergente muy flamable)
- Very Fresh Dill (Eneldo muy fresco)
- Very Frightening Danger (Peligro muy aterrador) (p. v, LSUA)

Bajo su derecho de autor en la Autobiografía, Snicket dice:
"Si apareces en cualquiera de las fotografías o ilustraciones de este libro, seguramente te encuentras en un "Peligro muy aterrador" (Very Frightening Danger) y/o levemente desconcertado pero aun así no hay nada que puedas hacer."
- Very Frightening Dilemma (Dilema muy aterrador)
- Very Fun Day (Día muy divertido)
- Embarcación para los disacáridos
- Village of Fowl Devotees (La Aldea de los devotos a las aves).
- Vincent Francis Doyle (p. 162, LSUA)

El autor de Ivan Lacrimógeno: Explorador de Lagos.
- Vinegar Flavoured Doughnuts (Buñuelos condimentados de vinagre)
- Vineyard of Fragrant Drapes (El Viñedo de las Cortinas Fragantes)
- Vineyard's Famous Donkeys (Los Burros famosos del viñedo)
- Violent Fat Doctors (Gordos Médicos Violentos)
- Vision Furthering Devices (Aparatos de visión lejana)
- Violent Frozen Dragonflies (Violentas libélulas congeladas)
- Violet's Fifteenth Date (Décimo quinto cumpleaños de violet)
- Visitable Fungal Ditches (Visitables zanjas fungicidas) (p. 102, GG)
- Voice Fakery Disguises (Disfraz de voz falsa)
- Volatile Fungus Deportation (Deportación de hongo inestables) (Aparece en The Grim Grotto)
- Voluntary Fish Domestication (Domesticación voluntaria de peces) (p. 98, GG)
- Volunteer Factual Dispatches (Efectivos Despachos voluntarios)
- Volunteer Feline Detectives Detectives Felinos Voluntarios (los leones de VFD)
- Volunteer Fire Department (Departamento voluntario de incendios)
- Volunteer Fire Detectives (Detectives voluntarios de incendios)
- Volunteer Fish Domestication (Documesticación voluntaria de peces)
- Volunteers Fighting Disease Voluntarios Frente al Dolor (Aparecen en El hospital hostil)
- Volunteers Finding Disasters (Voluntarios que encuentran desastres)
- Volunteer Flaneurs in Disguise (Flaneurs voluntarios disfrazados)

Aunque esto no se dice directamente en los libros, se ha insinuado en los libros.
- Volunteers Forever Disguised (Voluntarios disfrazados por siempre)
- Voracious Film Discussion (Discusión voraz del filme) (Haz clic en (p. 165, LSUA)
- Very Fancy Diner (Restaurante muy lujoso) (visto en un ambiente de realidad virtual en 3D.
- Very Fast Delivery (Entrega muy rápida) - correo de VFD (visto en un ambiente de realidad virtual en 3D. En inglés ver Active Worlds.

## Miembros
La siguiente es una tabla que describe a todos los miembros conocidos de V.F.D. y el papel que cada uno de ellos juega dentro del argumento. Algunos de los miembros son solo mencionados en los libros sin especificarlos como miembros de V.F.D., por lo tanto, esta lista no es 100% fiable.

### Voluntarios
| Nombre                                                    | Descripción/ocupación                                                                                           | Argumento |
| --------------------------------------------------------- | --- | --- |
| Lemony Snicket (?)                                        | Es el autor de los libros                                                                                       | Es un misterioso investigador que escribe y publica los eventos desafortunados de la vida de los Baudelaire. Tiene un papel desconocido dentro de V.F.D. y esta del lado de los que extingen incendios. Posiblemente es un coinvestigador junto con Dewey Denouement (cuando Dewey estaba vivo). |
| Jacques Snicket                                           | Es el hermano de Lemony Snicket & el hermano gemelo de Kit                                                      | Fue confundido con el Conde Olaf (debido a cierta semejanza) y fue condenado por La Aldea de los devotos a las aves a ser quemado en la hoguera, pero el verdadero Conde Olaf lo asesino antes, e inculpó a los niños Baudelaire por la muerte de Jacques. |
| Kit Snicket                                               | Es la hermana de Lemony Snicket, y gemela de Jacques y anteriormente fue la Sra. K en Una academia muy austera. | Fue mencionada algunas veces en The Grim Grotto, y se llevó a los Baudelaire en un taxi al final de dicho libro. Aunque Kit Snicket haya dicho que estuvo presente en la reunión de las transcripciones, parece haber mentido. En la transcripción, Jacques Snicket dijo que se encontró con todos excepto con "L" (Lemony) en un sitio en el que anteriormente se encontraba el cuartel. Esto prueba que tal vez ella nunca estuvo en la reunión. |
| Ike y Josephine Anwhistle                                 | Los terceros tutores de los huérfanos Baudelaire                                                                | Aunque pasó en diferentes ocasiones, aparentemente ambos fueron devorados por las sanguijuelas de lacrimógeno. Ike murió antes de que pusieran a los Baudelaires a su cuidado, pero el Conde Olaf lanzó a tía Josephine fuera del bote. |
| Dr. Gustav Sebald                                         | Era el Autor de obras teatrales & el antiguo asistente del Dr. Montgomery                                       | Utilizó el código Sebald dentró de sus obras y películas para así mandar mensajes en clave a otros voluntarios, era el viejo asistente del Tío Monty hasta que el Conde Olaf lo asesino. |
| Sally Sebald                                              | Es la hermana del Dr. Gustav Sebald                                                                             | Se desconoce. |
| Hector                                                    | Anterior residente de La Aldea de los devotos a las aves y el séptimo tutor de los Baudelaire.                  | Lo último que se sabe de él es que vive en un globo aéreo que se mantiene por sus propios medios. |
| El Sr. y Sra. Baudelaire (Beatrice y Bertrand Baudelaire) | Se desconoce | Son los padres de los huérfanos Baudelaire, murieron en el incendio de la mansión que supuestamente provocó el Conde Olaf (aunque se menciona que uno de ellos sobrevivió, se cree que fue la madre). En el penúltimo peligro, se dice que los padres de los Baudelaire estuvieron envueltos en la muerte de los padres de Olaf. En el fin, se da a conocer que fueron los líderes de la isla donde naufragan Violet, Klaus y Sunny Baudelaire.    |
| Isadora, Duncan, y Quigley Quagmire                       | Son trillizos huérfanos y herederos de la fortuna Quagmire                                                      | Los Baudelaires los conocieron en la Academia preparatoria Prufrock y se hicieron amigos de Duncan (un aspirante periodista) e Isadora (una poeta). Se creyó que Quigley había muerto en el incendio que mató a los padres de los Quagmire, pero fue descubierto vivo en La pendiente resbaladiza. Él es un cartógrafo y alpinista. |
| El Capitán Widdershins                                    | Es el capitán de un Submarino                                                                                   | Es el padrastro de Fiona y Fernald (El hombre con ganchos en vez de manos) Widdershins. |
| Dr. Montgomery Montgomery                                 | Es un herpentologo                                                                                              | El segundo y más querido tutor de los Baudelaire. Aún se discute su implicación dentro de la organización; él conocía el código Sebald pero lo uso incorrectamente (posiblemente a propósito), pero al perecer había libros de V.F.D. en su biblioteca, su colección de serpientes era utilizada por V.F.D. y planeaba viajar en el "Próspero". Pero murió cuando el Conde Olaf le inyectó veneno de serpiente                                     |
| El Sr. y Sra. Quagmire                                    | Se desconoce | Son los padres de Isadora, Duncan, y Quigley Quagmire. Murieron en el incendio que destruyó su casa. La madre escondió a Quigley en un pasadizo secreto que llegaba a la casa de Montgomery Montgomery. |
| Larry-tu-mesero                                           | Mesero | Este personaje aparece por primera vez en el lago lacrimógeno y reconoce a olaf con disfraz y todo,se enfrenta al conde varias veces pero muere en el hotel denouemont cuando lo cocinan en chile hirviendo, Él fue quien llevó "la historia de las organizaciones secretas" a la prufrock. |
| Olivia Cardigan                                           | Bibliotecaria Agente                                                                                            | Trabajó como bibliotecaria en la Preparatoria Prufrock. Leyó "La historia incompleta de las organizaciones secretas".Luego,trabajo como agente con Jacques Snicket y se hizo pasar por una adivina en el Carnaval Carnívoro, en el cual muere comida por leones. |

### Villanos
| Nombre                             | Descripción                       | Argumento |
| ---------------------------------- | --------------------------------- | --- |
| El Conde Olaf                      | Empresario y actor                | Es el primer tutor o guardián de los Baudelaire, Planea obtener las fortuna de los Baudelaire y la de los Quagmire. Anteriormente fue un miembro de V.F.D. antes del cisma. |
| Esmé Sordidez                      | Asesora Financiera                | Esmé engañó a Jerome Sordidez casándose con él. Es la sexta tutora de los Baudelaire. |
| Geraldine Julienne                 | Reportera                         | Forma parte del lado de los que provocan incendios, esta impostora se disfraza como la hermana del Sr. Poe, Eleanora, y Olaf le ordena distorsinar la información de los periódicos. Ella secuestro a Eleanora y le aconsejó al Sr. Poe que rechazara todos los telegramas que recibiera, incluyendo la petición de ayuda que mandaron los Baudelaire y otra que envió la verdadera Eleanora. |
| El hombre con barba, pero sin pelo | Es un juez del tribunal superior  | Probablemente es el que dirige a todos los villanos, incluso al mismo Conde Olaf. |
| La mujer con pelo, pero sin barba  | Es una Juez del tribunal superior | Probablemente es una de las que dirige a todos los villanos, incluso al mismo Conde Olaf. |

¿Otros posibles miembros? Otros miembros pueden ser
-Hal
-Los Kornbluth
-El Señor
-Charles
-El Sr. Remora
-Todo el grupo de teatro del Conde Olaf. Que incluyen a Kevin, Colette, Hugo, etc.
- Datos: Q420610